# Arna de les catifes
L'arna de les catifes o de les estores (Trichophaga tapetzella) és una espècie de lepidòpter de la família dels tinèids (Tineidae) de distribució cosmopolita. La larva s'alimenta de pell animal i pot causar danys importants a les catifes, la roba i altres teixits de la llar.

## Característiques
Té una envergadura de 14 a 18 mm. El cap és blanc, les ales anteriors de color blanc ocre, finament estriades de gris; basal 2/5 de porprat brunenc fosc; una taca discal posterior rodona de color gris; unes taquetes negres al voltant de l'àpex. Ales posteriors de color gris llautó clar. Aletes posteriors de color gris llautó clar. L'arna vola de juny a setembre segons el lloc.

## Història natural
Les larves s'alimenten de pell animal, nius d'ocell, pilotetes, pell, cobriments de roba i objectes fets de pell animal.
Les arnes de les catifes acaben llurs cicle en un any i se semblen més a les arnes de la roba, perquè tixen en les zones on els agrada de viure. Llur velocitat de desenvolupament depèn enterament de la temperatura, la humiditat i la disponibilitat alimentària locals.